# Muhàmmad ibn al-Qàssim (visir)
Muhàmmad ibn al-Qàssim (segle X) fou un visir abbàssida, fill d'Abu-l-Hussayn al-Qàssim ibn Ubayd-Al·lah i germà d'al-Hussayn ibn al-Qàssim.
Va ser nomenat visir pel califa al-Qàhir el juliol del 933 en el lloc d'Ibn Muqla, en el moment de la caiguda i mort de Munis al-Mudhàffar. Només va exercir dos mesos i mig i fou destituït a l'octubre del 933. Fou el darrer visir de la família Banu Wahb.